# Amanda Kurtović
Amanda Maria Kurtović (Karlskrona, 25 de julio de 1991) es una jugadora de balonmano noruega que juega como lateral derecho en el Larvik HK y jugó en la selección nacional de Noruega. Campeona olímpica en 2012, doble campeona del Mundo en 2011 y 2015 y campeona de Europa en 2016.

## Trayectoria

### De clubes
Tenía 16 años cuando recibió su primer contrato profesional con el NIF noruego en el que permaneció 3 temporadas. Su primera época jugando con Larvik HK, Kurtović ganó dos veces la liga noruega y la Copa en 2011. Pero su mayor éxito fue ganar la Liga de Campeones con aquel mítico Larvik capitaneado por Heidi Løke. Dos temporadas, entre el 2012 y el 2014, con el equipo danés del Viborg HK con el ganó la Recopa de Europa en 2014 y la Liga danesa. 
Jugó para el club Oppsal Håndball de 2014 a 2015, y volvió en una segunda etapa a jugar con el Larvik HK, de 2015 a 2017, en otro periodo dorado del equipo noruego, levantando la Copa de Noruega en 2015 y un doblete, Copa y Liga, en 2016, cerrando sus tres temporadas con otro título de liga en 2017. 
2 años en Rumanía, con el CSM de Bucarest se saldaron con un doblete de liga y copa en 2018 para, en la temporada 2019/20 recalar en el Győri Audi ETO KC en las dos temporadas más yermas de títulos del conjunto magiar. Tras su primer año con el Gyor, Amanda anunció un descanso en noviembre de 2020 pare decidir si seguía o no y el equipo húngaro cedió a Kurtovic al Kastamonu Belediyesi turco durante la 2020/21, tras lo que decidió mudarse al HC Dunărea Brăila rumano para la temporada 2021/22.
Tras su periplo rumano volvió al Larvik en 2022. 

#### Trayectoria
- 2007–2010:  Nordstrand IF
- 2010:  Byåsen HE
- 2011–2012:  Larvik HK
- 2012–2014:  Viborg HK
- 2014–2015:  Oppsal
- 2015–2017:  Larvik HK
- 2017–2019:  CSM București
- 2019–2021:  Győri Audi ETO KC
- 2021:  Kastamonu Belediyesi (cesión)
- 2021–2022:  HC Dunărea Brăila
- 2022–:  Larvik HK

### Con la selección
Jugando para el equipo nacional noruego, Kurtović se convirtió en campeona del Mundo en 2011, campeona olímpica en 2012, campeona del Mundo en 2015 y campeona de Europa en 2016. En 2016 también ganó la medalla de bronce olímpica con el equipo noruego. Su último gran campeonato ha sido el Campeonato Mundial de 2017, en Alemania, dónde consiguió alzarse con una medalla de plata junto al equipo noruego.
Justo antes de la Eurocopa, en noviembre de 2018, Kurtović se rompió el ligamento cruzado anterior. Después de eso solo ha hecho tres apariciones, en 2020, con la selección nacional y, desde entonces, no ha sido convocada nuevamente.

## Premios y trofeos

### Selección
- 1 x  Medalla de oro en los Juegos Olímpicos 2012
- 1 x  Medalla de bronce en los Juegos Olímpicos 2016
- 2 x  Medalla de oro en el Campeonato Mundial (2011, 2015)
- 1 x  Medalla de plata en el Campeonato Mundial (2017)
- 1 x  Medalla de oro en el Campeonato Europeo (2016)
- 1 x  Campeonato Europeo Júnior (2009)

### De clubes
- 1 x Liga de Campeones de la EHF (2011)
- 1 x Recopa de Europa (2014)
- 4 x Liga noruega (2011, 2012, 2016, 2017)
- 3 x Copa noruega (2011, 2015, 2016)
- 1 x Liga danesa (2014)
- 1 x Liga rumana (2018)
- 1 x Copa rumana (2018)

### Premios individuales
- Mejor lateral derecho del Campeonato Europeo Júnior: 2009
- Mejor lateral derecho de la  Grundigligaen: 2016/17[8]
- Jugadora más valiosa de Grundigligaen: 2016/17
- Mejor lateral derecho de la Liga Nationala: 2017/18 [9]

## Vida personal
Nació en Suecia de madre sueca y padre croata, el entrenador de balonmano y exjugador Marinko Kurtović. Su hermano William es un futbolista profesional que representó a Suecia a nivel internacional en el nivel juvenil. Su familia se mudó a Sandefjord, Noruega, cuando ella tenía seis años porque su padre firmó un contrato con el club local.  En julio de 2023, Kurtović anunció su primer embarazo con el exjugador de hockey Brede Csiszar.